# Vestertana
Vestertana (nordsamiska: Deanodat) är en by i Tana kommun i Finnmark fylke i norra Norge. Byn ligger vid fylkesväg 98, längst inne vid fjorden med samma namn. Här finns Vestertana kyrka.